# カール・ゴットリーブ・エーラ
カール・ゴットリーブ・エーラ（英: Carl Gottlieb Ehler、1685年9月8日 - 1753年11月22日）は、数学者・政治家・天文学者である。

## 概要
カール・ゴットリーブ・エーラは、数学者・政治家・天文学者として活躍した人物で、1734年にはロシアの女帝アンナ・イヴァノヴナからポーランド継承戦争における余波に対しての賠償の削減と許しを得るために裁判所に到着したグダニスクの6人の市会議員の一人でもあった。
レオンハルト・オイラーの友人であったカール・ゴットリーブ・エーラは1735年から1742年にかけて、サンクトペテルブルクでオイラーがダンツィヒのジムナシウムで数学教師として働いていたハインリッヒ・キューンと文通する上での仲介役としての役目を担っていた。
カール・ゴットリーブ・エーラを通してハインリッヒ・キューンはケーニヒスベルクの橋の問題を語り合ったとする説もあるがこちらに関しては手紙などが確認されていない。
確認されている限りでは1736年3月9日にカール・ゴットリーブ・エーラがオイラーに対して出した「あなたは私とキューンに対して最も価値のあるサービスを与えてくれているため、あなたに対しては借りがあります。もしも、あなたがかの有名なケーニヒスベルクの7つの橋の問題に対して解法を証明付きで教えてくれたら、それは位置の微積分に関する未解決の問題を証明したことになります。橋のスケッチを加えておきました。」などとする手紙を書いたことから、それ以前からエーラがオイラーとともにケーニヒスベルクの橋の問題に対しての意見交換を行っていたことを示す証拠となってはいるものの、それ以上の古い証拠を得ることはできていない。
これに対して、オイラーは1736年3月13日の返信の中で「あなたのような高貴なお方は、この問題がほとんど数学と関連性がないことをご覧になったと思いますが、なぜ他の誰よりも早く数学者にまずそれを聞くのかが私には理解できません」と返信している。
しかし、この種の問題を解くことが可能か否かに関して誰も実証できていないことから、ケーニヒスベルクの橋の問題が数学的に還元できるとしたら、それを解くような数学的アプローチをなぜ思いつけなかったのかと考えたことからこの問題に興味を持ち、手紙の中に書いたケーニヒスベルクの7つの橋が現在も残されている。
その結果、オイラーはケーニヒスベルクの橋の問題を解き、この時の解法を元にオイラーはオイラー閉路やグラフ理論などを打ち出したとされている。
また、1741年3月16日から1742年3月15日までの第1期、1745年3月18日から1746年3月17日までの第2期、1750年から3月19日から1751年3月18日までの第3期からなる3期の間、ダンツィヒの市長を務めていた。